# Cactus Pryor

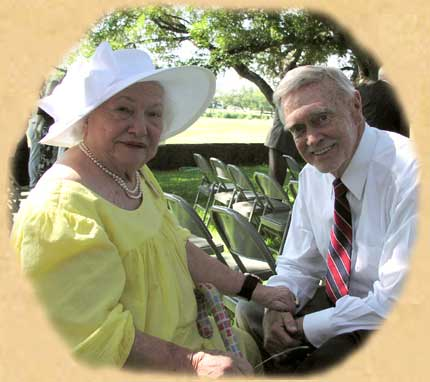
Cactus Pryor mit Liz Carpenter

Richard „Cactus“ Pryor (* 7. Januar 1923 in Austin, Texas; † 30. August 2011 ebenda) war ein amerikanischer Rundfunkmoderator und Komiker.

## Biografie
Den Spitznamen Cactus bekam Pryor in Anlehnung an das gleichnamige Theater in Austin, das von seinem Vater „Skinny“ Pryor geleitet wurde. Größere Bekanntheit erlangte er nach seinem Wechseln vom Radio zum regionalen Fernsehsender KTBC, wo er unter anderem an satirischen Nachrichten mitarbeitete.
1950 gelang ihm unter dem Namen Cactus Pryor and His Pricklypears mit Cry of the Dying Duck in a Thunderstorm, einer Parodie auf Tennessee Ernie Fords The Cry of the Wild Goose, der Einstieg in die Billboard Country-Charts, wo der Track Platz sieben erreichte. Im Verlauf der 1950er Jahre erschienen zwar weitere Singles, der Charteinstieg konnte jedoch nicht wiederholt werden.
Pryor, der in die Country Music DJ Hall of Fame aufgenommen wurde, spielte 1968 Nebenrollen in Die Unerschrockenen und Die grünen Teufel, beides Filme mit John Wayne. 1986 war er in Die Antwort ist Blei (OT: Trespasses) zu sehen.
Nach weiteren teilweise erfolgreichen Jahren, unter anderem als Radiomoderator, verstarb Pryor im August 2011 in seiner Heimatstadt Austin.

## Diskografie

### Singles
| Jahr | Titel Musiklabel                                    | Höchstplatzierung, Gesamtwochen, AuszeichnungChartsChartplatzierungen (Jahr, Titel, Musiklabel, Platzierungen, Wochen, Auszeichnungen, Anmerkungen) | Anmerkungen |
| Jahr | Titel Musiklabel                                    | Country | Anmerkungen |
| ---- | --------------------------------------------------- | --- | --- |
| 1950 | Cry of the Dying Duck in a Thunderstorm 4 Star 1459 | Country7 (1 Wo.)Country | Erstveröffentlichung: Mai 1950 mit His Pricklypears Original: Tennessee Ernie Ford – The Cry of the Wild Goose, 1950 |

### Kompilationen
- 1984: Hillbilly Humor

### Singles
- 1950: Red River Valley / Jackass Caravan (B-Seite: mit His Pricklypears)
- 1950: Cry of the Dying Duck in a Thunderstorm (mit His Pricklypears; VÖ: Mai)
- 1951: Too Young #75 (Too Old) / On Top of Old Baldy (mit Company)
- 1953: Don’t Let the Stars Get in Your Eyes (mit His Pricklypears; VÖ: 6. April)
- 1954: Point of Order with the Senator and the Private (mit Company)
- 1955: What’s the Score, Podner (Parody) (mit Company)
- 1958: Sputnik (VÖ: Januar)

## Filmografie
- 1968: Die grünen Teufel (als Bergmann)
- 1968: Die Unerschrockenen (als Arzt)
- 1986: Die Antwort ist Blei (OT: Trespasses; als Dr. Laswell)
- 1999: The Story of Darrell Royal (Videodokumentation, als Gastgeber)
- 2002: Fox 7 at Fifty (TV-Filmdokumentation)
- 2007: The Unforeseen (Dokumentarfilm, als er selbst)